# Kenny Deuchar
Kenneth Robert John « Kenny » Deuchar, né selon les sources le 6 juillet, 8 juillet ou le 6 août 1980, à Denny (Écosse), est un footballeur écossais. Il évolue au poste d'attaquant.
Kenny Deuchar a joué 59 matchs en 1re division écossaise et 29 matchs en Major League Soccer.

## Carrière
- 1998-2002 : Falkirk  Écosse
- 2002-2004 : East Fife  Écosse
- 2004-2008 : Gretna  Écosse
- 2007 : Northampton Town FC  Angleterre
- 2007 : St Johnstone  Écosse (prêt)
- 2008 : Real Salt Lake  États-Unis
- 2009 : Hamilton Academical  Écosse
- 2009-2010 : St Johnstone  Écosse
- 2010-2011 : Falkirk  Écosse
- 2011 : Livingston FC  Écosse [5]

## Palmarès
- Champion d'Écosse de D2 en 2007 avec Gretna
- Champion d'Écosse de D3 en 2006 avec Gretna
- Champion d'Écosse de D4 en 2005 avec Gretna